# Aleksandar Benko
Aleksandar Benko (Čakovec, 16. veljače 1925. – St. Gallen, 26. svibnja 1991.), bio je hrvatski nogometaš i nogometni reprezentativac. Bio je napadač, igrač snažna udarca, pravi strijelac, brz, prodoran, nesebičan te odličan izvođač slobodnih udaraca.

## Igračka karijera

### Klupska karijera
Igračku karijeru je započeo u NK Čakovcu (1943.), nastavio 1947. godine u zagrebačkom Dinamu. S Dinamom je osvajao prvenstva SFRJ 1948., 1954. i 1958. godine i kup 1951. godine, te ukupno odigrao 459 utakmica i postigao 235 pogodaka. Potom je 1958. godine otišao je u Švicarsku, gdje je igrao za više klubova: Grasshopper (1958./59.), Lugano (1959. – 1960.), Wohlen (1961. – 1963.) i St. Gallen (1963. – 1967.). 

### Reprezentativna karijera
Odigrao je jedinu međunarodnu utakmicu koju je hrvatska nogometna reprezentacija odigrala u vrijeme dok je bila republika u SFRJ (12. rujna 1956. godine u Zagrebu, protiv momčadi Indonezije, 5:2), kada je bio strijelac jednoga od pogodaka, a kao najstariji igrač u momčadi bio je određen za kapetana.
Odigrao je i jednu utakmicu u dresu jugoslavenske nogometne reprezentacije, protiv Francuske, 30. listopada 1949. godine u Parizu (1:1).

## Trenerska karijera
Nakon što je prestao igrati ostao je u nogometu kao trener vježbajući nogometnu reprezentaciju Lihtenštajna i FC Rororsch.
U Švicarskoj je ostao do kraja života. Umro je u St. Gallenu, 26. svibnja 1991. godine. Pokopan je na zagrebačkom groblju Mirogoju.

## Priznanja

### Klupska
Dinamo Zagreb
- Prvenstvo Jugoslavije u nogometu (3): 1948., 1954., 1958.
- Kup maršala Tita (1): 1951.